# Leuwilimus
Leuwilimus is een bestuurslaag in het regentschap Serang van de provincie Banten, Indonesië. Leuwilimus telt 7075 inwoners (volkstelling 2010).